# Amblyseius abbasovae
Amblyseius abbasovae är en spindeldjursart som beskrevs av Wainstein och Beglyarov 1971. Amblyseius abbasovae ingår i släktet Amblyseius och familjen Phytoseiidae. Inga underarter finns listade i Catalogue of Life.